# Danh sách bài hát viết bởi J-Hope

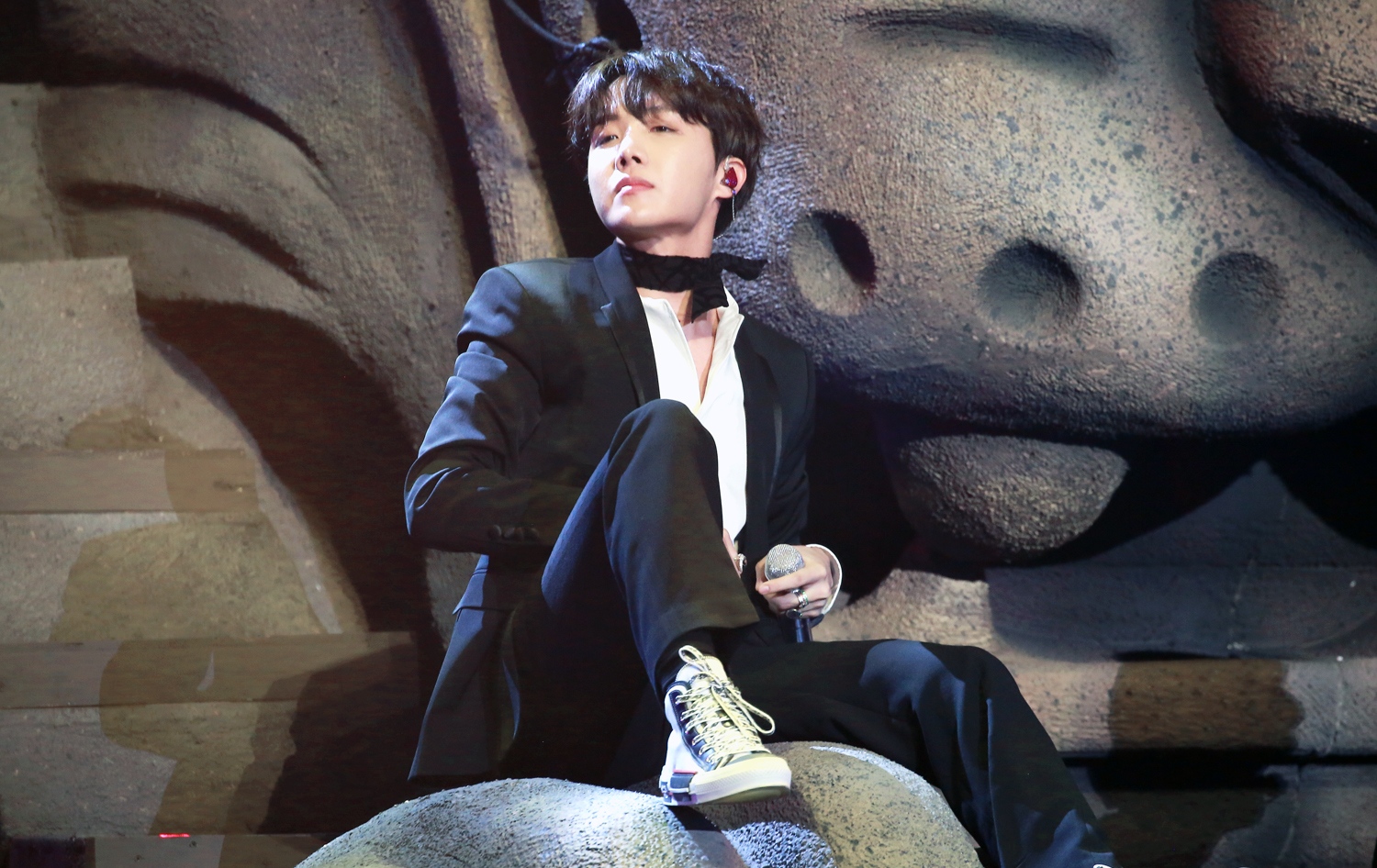
J-Hope biểu diễn tại Golden Disc Awards lần thứ 33 vào ngày 6 tháng 1 năm 2019.

Rapper, vũ công, nhạc sĩ và nhà sản xuất thu âm người Hàn Quốc J-Hope đã viết hơn 100 bài hát, bao gồm các sản phẩm âm nhạc cho sự nghiệp của anh với tư cách là một nghệ sĩ solo, thành viên nhóm nhạc và các bài hát cho những nghệ sĩ khác. Mixtape đầu tay của anh, Hope World (2018) được xếp hạng ở 10 quốc gia trên toàn thế giới, ra mắt trên đầu bảng xếp hạng Billboard World Albums và đạt vị trí cao nhất ở vị trí số 30 trên Billboard 200, vị trí cao nhất của một nghệ sĩ solo Hàn Quốc tại thời điểm phát hành. J-Hope đã hợp tác với nhiều nhà sản xuất nội bộ tại hãng thu âm Big Hit Entertainment của anh để sản xuất mixtape và là tác giả được ghi nhận trên tất cả 7 bài hát. Bài hát chủ đề của mixtape "Daydream", đã ra mắt ở vị trí số 1 trên bảng xếp hạng Billboard World Digital Song Sales, là một bài hát thảo luận về những cuộc đấu tranh của J-Hope với tư cách là một thần tượng Hàn Quốc theo phong cách sôi động. J-Hope định hình bài hát như một phương tiện để thảo luận về "những mong muốn và mơ ước mà mỗi người trên thế giới đều có nhưng [anh] phải kìm nén và che dấu" do con đường sự nghiệp của mình. Sau đó, anh đã phát hành tác phẩm solo thứ hai của mình vào tháng 9 năm 2019, một đĩa đơn mang tên "Chicken Noodle Soup" với sự góp giọng của nữ ca sĩ người Mỹ Becky G. Bài hát có lời bài hát kể hành trình của J-Hope và được thể hiện bằng ba thứ tiếng, Hàn Quốc, Anh và Tây Ban Nha. Bài hát đạt vị trí số 81 trên Billboard Hot 100, đánh dấu lần đầu tiên một thành viên của BTS xuất hiện trên bảng xếp hạng với tư cách nghệ sĩ solo.
Anh là một trong những nhạc sĩ chính cho nhóm nhạc pop và hip hop BTS, mà anh là một thành viên, xuất hiện với tư cách là nhạc sĩ được ghi nhận trong mọi album do nhóm phát hành kể từ khi họ ra mắt vào năm 2013. Trong những album này, anh chủ yếu làm việc với nhóm sản xuất Big Hit, bao gồm cả người sáng lập công ty Bang Si-hyuk, và các rapper đồng nghiệp RM và Suga của BTS. Bộ ba sau đó đã hợp tác để phát hành bản diss "Ddaeng" thể loại nhạc trap, được sản xuất bởi Suga và nhà sản xuất thu âm Hàn Quốc Jang Yi-jeong và lấy cảm hứng từ nhạc cụ truyền thống của Hàn Quốc. Anh cũng đã viết nhạc cho các sản phẩm âm nhạc khác của các thành viên BTS, đồng sáng tác bài hát "Otsukare" của bộ đôi Sope, bao gồm anh và Suga. Ngoài ra, J-Hope đã sáng tác phần lớn giai điệu cho bản ballad "Awake" năm 2016, do Jin của BTS thể hiện như là bài hát solo đầu tiên của anh.
Sản phẩm âm nhạc của J-Hope với tư cách là một nhạc sĩ cho các nghệ sĩ ngoài BTS là rất ít. Vào năm 2012, trước khi chính thức ra mắt công chúng, J-Hope đã góp giọng trong bài hát "Animal" của Jo Kwon. Anh cũng tham gia viết lời bài hát, bao gồm nhà sản xuất EDM người Thụy Điển Avicii. Anh cũng hợp tác với huyền thoại âm nhạc Hàn Quốc Seo Taiji để điều chỉnh bài hát "Come Back Home" trong album Seo Taiji and Boys IV (1995). Bài hát cuối cùng đã được BTS biểu diễn tại buổi hòa nhạc kỷ niệm 25 năm ra mắt của Seo Taiji vào tháng 8 năm 2017.

## Danh sách bài hát

J-Hope là một trong những nhạc sĩ chính của nhóm nhạc nam mà anh là thành viên, BTS.

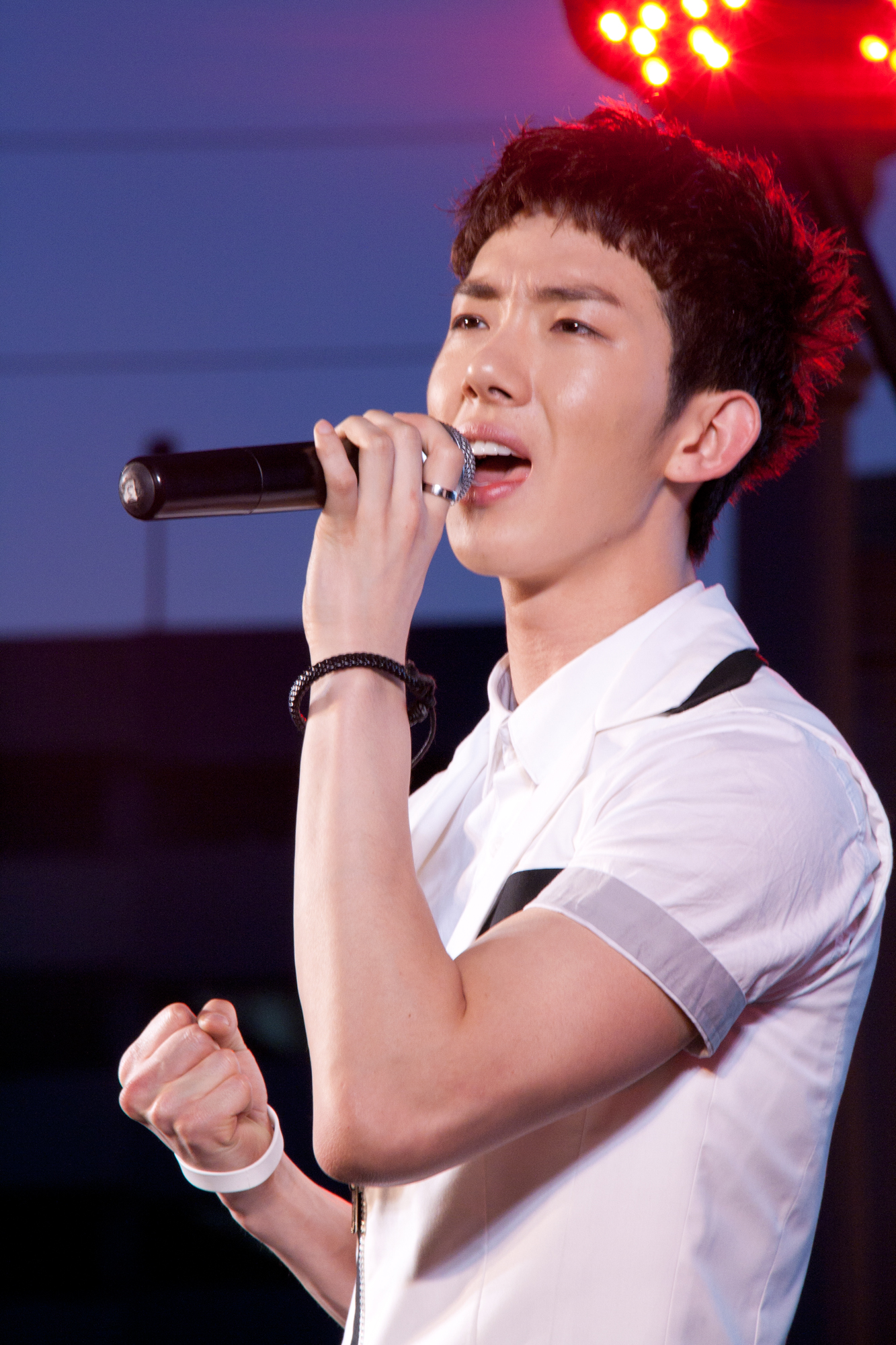
J-Hope đã giúp viết bài hát "Animal" của Jo Kwon, cũng có sự góp giọng của anh.

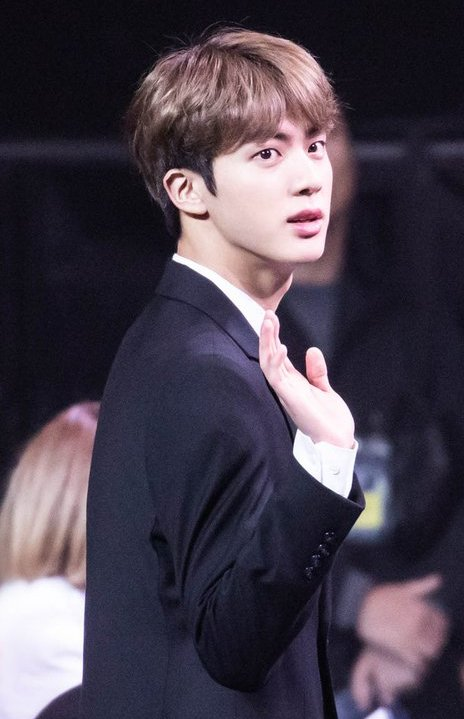
J-Hope là người đồng sáng tác cho bài hát "Awake" năm 2016 của thành viên Jin.

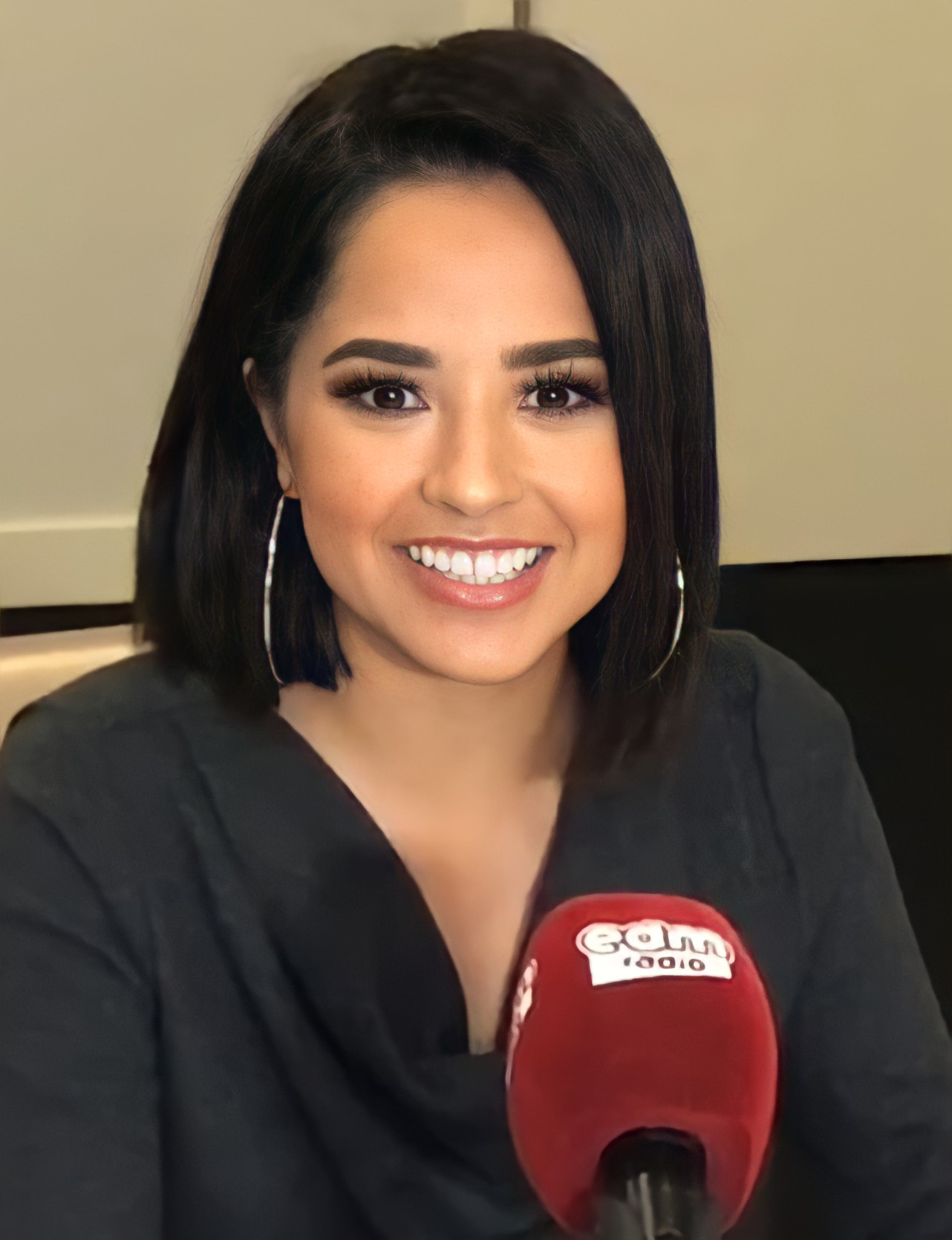
Nữ ca sĩ người Mỹ Becky G đã góp giọng trong đĩa đơn "Chicken Noodle Soup" năm 2019 của J-Hope và giúp viết bài hát.

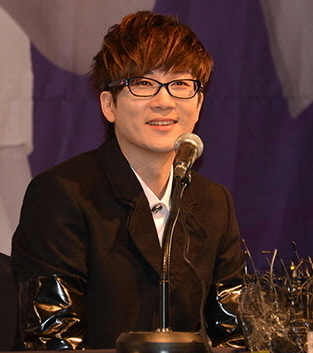
J-Hope đã tham gia vào bản làm lại của "Come Back Home", ban đầu được viết bởi Seo Taiji và ban nhạc Seo Taiji and Boys của anh, cho sự kiện kỷ niệm 25 năm ra mắt của Seo Taiji.

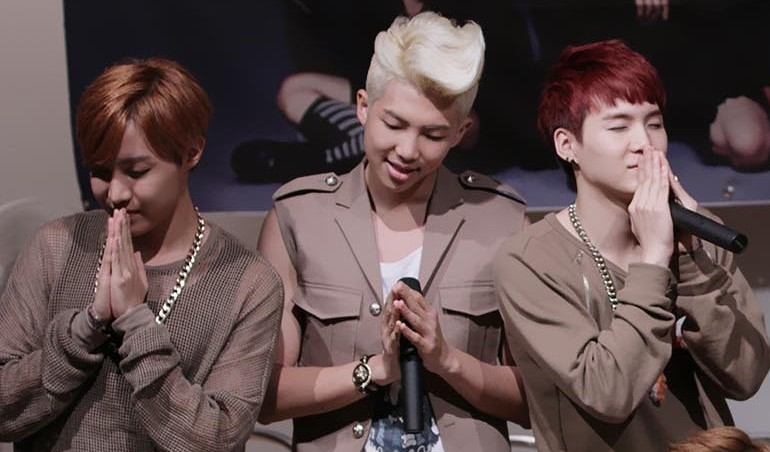
J-Hope đã hợp tác với RM (giữa) và Suga (phải), các rapper khác trong BTS, để phát hành bài hát "Ddaeng" do ba người họ biểu diễn.

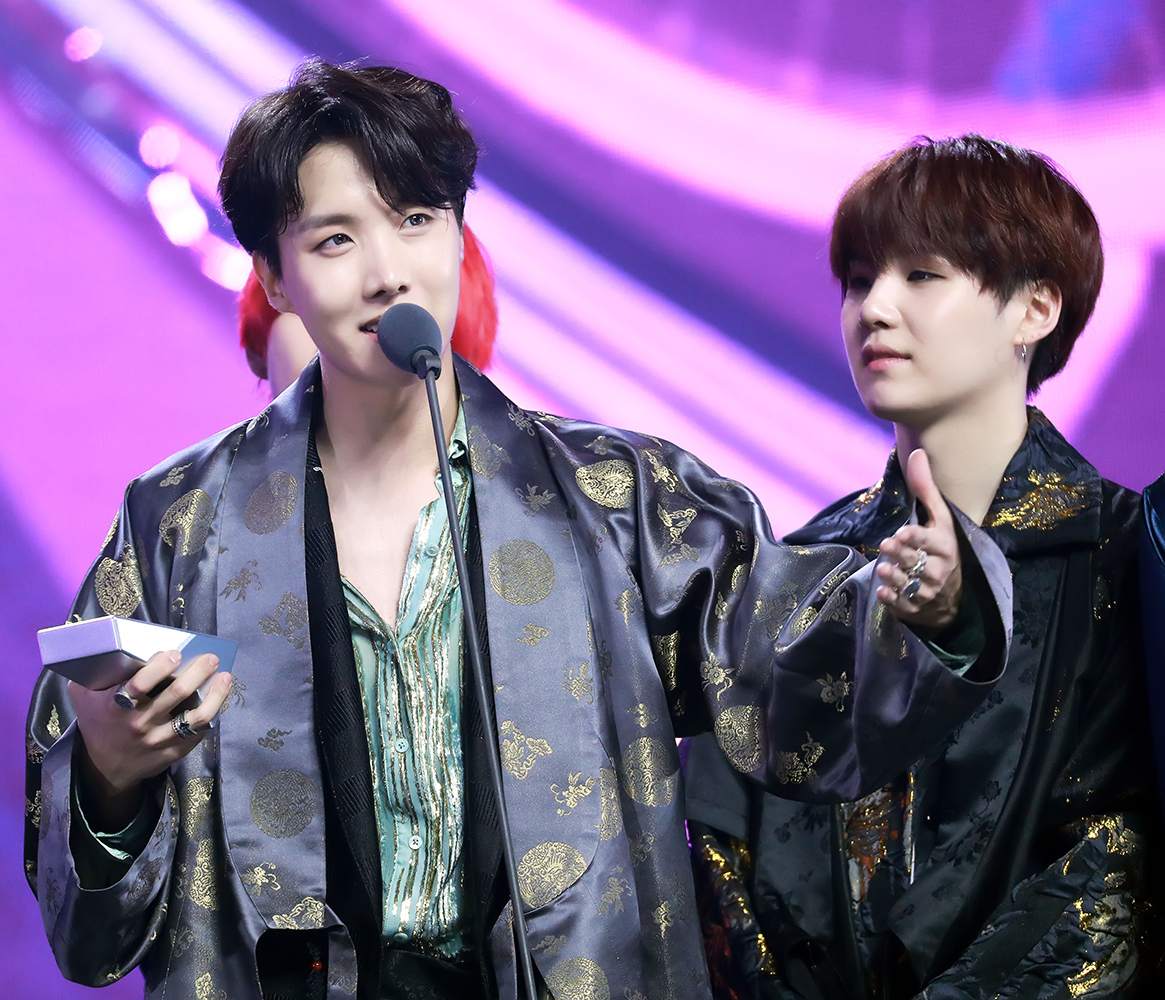
Sope, một bộ đôi được thành lập bởi J-Hope và rapper Suga của BTS, đã phát hành một bài hát cùng nhau.

| Song released as a single | Biểu thị cho đĩa đơn riêng lẻ.                 |
| Non-commercial release    | Biểu thị cho bản phát hành phi thương mại.     |
| ‡                         | Biểu thị cho bài hát chỉ được viết bởi J-Hope. |

| Bài hát | Nghệ sĩ                              | Sáng tác | Album                                            | Năm  | Nguồn         |
| --- | ------------------------------------ | --- | ------------------------------------------------ | ---- | ------------- |
| "1 Verse" | J-Hope                               | J-Hope ‡ | Đĩa đơn không có trong album                     | 2015 | [ 12 ]        |
| "134340" | BTS                                  | Pdogg, Adora, Bobby Chung, RM, Martin Luke Brown, Orla Gartland, Suga, J-Hope | Love Yourself: Tear                              | 2018 | [ 13 ]        |
| "24/7=Heaven" | BTS                                  | Pdogg, Slow Rabbit, Rap Monster, Suga, J-Hope | Dark & Wild                                      | 2014 | [ 14 ]        |
| "2nd Grade" (2학년; 2hangnyeon) | BTS                                  | Supreme Boi, Rap Monster, Suga, J-Hope, Pdogg | Dark & Wild                                      | 2014 | [ 14 ]        |
| "Airplane" | J-Hope                               | J-Hope, Supreme Boi | Hope World                                       | 2018 | [ 15 ]        |
| "Airplane Pt. 2" | BTS                                  | Pdogg, RM, Ali Tamposi, Liza Owens, Roman Campolo, "Hitman" Bang, Suga, J-Hope | Love Yourself: Tear                              | 2018 | [ 13 ]        |
| "Animal" (Radio Edit) | Jo Kwon (hợp tác với J-Hope của BTS) | Avicii, Lauren Dyson, "Hitman" Bang, Pdogg, Kim Tae-yoon, J-Hope | I'm Da One                                       | 2012 | [ 16 ]        |
| "Answer: Love Myself" | BTS                                  | Pdogg, Bobby Chung, Jordan "DJ Swivel" Young, Candace Nicole Sosa, RM, Suga, J-Hope, Ray Michael Djan, Ashton Foster, Conor Maynard                                                      | Love Yourself: Answer                            | 2018 | [ 17 ]        |
| "Attack on Bangtan" (진격의 방탄; Jingyeogui bangtan)                                                                                | BTS                                  | Pdogg, Rap Monster, Suga, J-Hope, Supreme Boi | O!RUL8,2?                                        | 2013 | [ 18 ]        |
| "Attack on Bangtan" (Japanese Version) (進撃の防弾; Shingeki no bōdan)                                                               | BTS                                  | Pdogg, Rap Monster, Suga, J-Hope, Supreme Boi, KM-MARKIT | Wake Up                                          | 2014 | [ 19 ]        |
| "Awake" | Jin                                  | Slow Rabbit, Jin, J-Hope, June, Pdogg, Rap Monster, "Hitman" Bang | Wings                                            | 2016 | [ 20 ]        |
| "Base Line" | J-Hope                               | J-Hope, Supreme Boi | Hope World                                       | 2018 | [ 15 ]        |
| "Best of Me" | BTS                                  | "Hitman" Bang, J-Hope, Rap Monster, Suga, Pdogg, Andrew Taggart, Ray Michael Djan Jr., Ashton Foster, Adora, Sam Klempner                                                                | Love Yourself: Her                               | 2017 | [ 21 ]        |
| "Best of Me" (Japanese Version) | BTS                                  | "Hitman" Bang, J-Hope, Rap Monster, Suga, Pdogg, Andrew Taggart, Ray Michael Djan Jr., Ashton Foster, Adora, Sam Klempner, KM-MARKIT                                                     | Face Yourself                                    | 2018 | [ 22 ]        |
| "Blood Sweat & Tears" · (피 땀 눈물; Pi ttam nunmul)                                                                                 | BTS                                  | Pdogg , Rap Monster, Suga, J-Hope, 'Hitman' Bang, Kim Do-hoon | Wings                                            | 2016 | [ 20 ]        |
| "Blood Sweat & Tears" (Japanese Version) · (血、汗、涙; Chi, ase, namida)                                                            | BTS                                  | Pdogg, Rap Monster, Suga, J-Hope, 'Hitman' Bang, Kim Do-hoon, KM-MARKIT | Face Yourself                                    | 2017 | [ 22 ]        |
| "Blanket Kick" (이불킥; Ibulkik) | BTS                                  | "Hitman" Bang, Shaun, Slow Rabbit, Pdogg, Rap Monster, Suga, J-Hope | Dark & Wild                                      | 2014 | [ 14 ]        |
| "Blue Side" (Outro) | J-Hope                               | J-Hope, Adora, Hiss Noise | Hope World                                       | 2018 | [ 15 ]        |
| "Boyz with Fun" (흥탄소년단; Heungtan sonyeondan)                                                                                    | BTS                                  | Suga, Pdogg, "Hitman" Bang, Rap Monster, J-Hope, Jin, Jimin, V | The Most Beautiful Moment in Life, Pt. 1         | 2015 | [ 23 ]        |
| "Boyz with Fun" (フンタン少年団; Funtan Shounendan)                                                                                  | BTS                                  | Suga, Pdogg, "Hitman" Bang, Rap Monster, J-Hope, Jin, Jimin, V, KM-MARKIT | Youth                                            | 2016 | [ 24 ]        |
| "Boy with Luv" · (작은 것들을 위한 시; Jageun geotdeureul wihan si)                                                                  | BTS (hợp tác với Halsey)             | Pdogg, RM, Melanie Joy Fontana, Michel "Lindgren" Schulz, "Hitman" Bang, Suga, Emily Weisband, J-Hope, Ashley Frangipane                                                                 | Map of the Soul: Persona                         | 2019 | [ 25 ]        |
| "A Brand New Day" | BTS (hợp tác với Zara Larsson)       | Zara Larsson, J-Hope, Yoo Gi-ta, Mura Masa, Max Wolfgang, Scott Quin | BTS World: Original Soundtrack                   | 2019 | [ 26 ]        |
| "BTS Cypher Pt. 1" | BTS                                  | Supreme Boi, Rap Monster, Suga, J-Hope | O!RUL8,2?                                        | 2013 | [ 18 ]        |
| "BTS Cypher Pt. 2: Triptych" | BTS                                  | Supreme Boi, Rap Monster, Suga, J-Hope | Skool Luv Affair                                 | 2014 | [ 27 ]        |
| "BTS Cypher Pt. 3: Killer" | BTS (hợp tác với Supreme Boi)        | Supreme Boi, Rap Monster, Suga, J-Hope | Dark & Wild                                      | 2014 | [ 14 ]        |
| "BTS Cypher Pt. 4" | BTS                                  | Chris 'Tricky' Stewart, Medor J. Pierre, Rap Monster, J-Hope, Suga | Wings                                            | 2016 | [ 20 ]        |
| "Butterfly" | BTS                                  | "Hitman" Bang, Slow Rabbit, Pdogg, Brother Su, Rap Monster, Suga, J-Hope | The Most Beautiful Moment in Life, Pt. 2         | 2015 | [ 28 ]        |
| "Butterfly" (Japanese Version) | BTS                                  | "Hitman" Bang, Slow Rabbit, Pdogg, Brother Su, Rap Monster, Suga, J-Hope, KM-MARKIT | Youth                                            | 2016 | [ 24 ]        |
| "Can You Turn Off Your Phone" (핸드폰 좀 꺼줄래; Haendeupon jom kkeojullae)                                                          | BTS                                  | Pdogg, Rap Monster, Suga, J-Hope | Dark & Wild                                      | 2014 | [ 14 ]        |
| "Chicken Noodle Soup" | J-Hope (hợp tác với Becky G)         | J-Hope, Becky G, Biana Dupree, Supreme Boi, Adora, Pdogg, Jinbo, Jamal Christopher Reynolds, Juan M. Frias, Ryan Desmond                                                                 | non-album single                                 | 2019 | [ 29 ]        |
| "Coffee" | BTS                                  | Urban Zakapa, Pdogg, Rap Monster, Slow Rabbit, Suga, J-Hope | O!RUL8,2?                                        | 2013 | [ 18 ]        |
| "Come Back Home" | BTS                                  | Seo Taiji, Rap Monster, J-Hope, Supreme Boi | non-album single                                 | 2017 | [ 30 ]        |
| "Danger" | BTS                                  | Pdogg, Thanh Bui, "Hitman" Bang, Rap Monster, Suga, J-Hope | Dark & Wild                                      | 2014 | [ 14 ]        |
| "Danger" (Japanese Version) | BTS                                  | Pdogg, Thanh Bui, "Hitman" Bang, Rap Monster, Suga, J-Hope, KM-MARKIT | Wake Up                                          | 2014 | [ 19 ]        |
| "Daydream" · (백일몽; Baegilmong) | J-Hope                               | J-Hope, Pdogg | Hope World                                       | 2018 | [ 15 ]        |
| "Ddaeng" · (땡) | RM, Suga, J-Hope                     | RM, J-Hope, Suga, Jang Yi-jeong | Đĩa đơn không có trong album                     | 2018 | [ 31 ]        |
| "Dead Leaves" (고엽; Goyeop) | BTS                                  | Suga, Slow Rabbit, Jungkook, "Hitman" Bang, Rap Monster, J-Hope, Pdogg | The Most Beautiful Moment in Life, Pt. 2         | 2015 | [ 28 ]        |
| "Dionysus" | BTS                                  | Pdogg, J-Hope, Supreme Boi, RM, Suga, Roman Campolo | Map of the Soul: Persona                         | 2019 | [ 25 ]        |
| "Dope" · (쩔어; Jjeoreo) | BTS                                  | Pdogg, Gwis Bang Mang, "Hitman" Bang, Rap Monster, Suga, J-Hope | The Most Beautiful Moment in Life, Pt. 1         | 2015 | [ 23 ]        |
| "Dope" (Japanese Version) (超ヤベー; Chouyabee)                                                                                      | BTS                                  | Pdogg, Gwis Bang Mang, "Hitman" Bang, Rap Monster, Suga, J-Hope, KM-MARKIT | Youth                                            | 2016 | [ 24 ]        |
| "Epilogue: Young Forever" | BTS                                  | Slow Rabbit, Rap Monster, "Hitman" Bang, Suga, J-Hope | The Most Beautiful Moment in Life: Young Forever | 2016 | [ 32 ]        |
| "Epilogue: Young Forever" (Japanese Version)                                                                                         | BTS                                  | Slow Rabbit, Rap Monster, "Hitman" Bang, Suga, J-Hope, KM-MARKIT | Youth                                            | 2016 | [ 24 ]        |
| "For You" | BTS                                  | Uta, Hiro, Rap Monster, Suga, J-Hope, Pdogg, KM-MARKIT | Youth                                            | 2016 | [ 24 ]        |
| "Good Day" | BTS                                  | Matt Cab, Ryuja, Suga, J-Hope, KM-MARKIT | Youth                                            | 2016 | [ 24 ]        |
| "Hip Hop Lover" (힙합성애자; Hipapseongaeja)                                                                                         | BTS                                  | Pdogg, Rap Monster, Suga, J-Hope | Dark & Wild                                      | 2014 | [ 14 ]        |
| "Hold Me Tight" (잡아줘; Jabajwo) | BTS                                  | Slow Rabbit, Pdogg, V, Rap Monster, Suga, J-Hope | The Most Beautiful Moment in Life, Pt. 1         | 2015 | [ 23 ]        |
| "Home" | BTS                                  | Pdogg, RM, Lauren Dyson, Tushar Apte, Suga, J-Hope, Krysta Youngs, Julia Ross, Bobby Chung, Song Jae-kyung, Adora                                                                        | Map of the Soul: Persona                         | 2019 | [ 25 ]        |
| "Hope World" | J-Hope                               | J-Hope, Docskim | Hope World                                       | 2018 | [ 15 ]        |
| "Hangsang" (항상) | J-Hope (hợp tác với Supreme Boi)     | J-Hope, Supreme Boi | Hope World                                       | 2018 | [ 15 ]        |
| "I'm Fine" | BTS                                  | Ray Michael Djan, Lauren Dyson, Ashton Foster, Samantha Harper, J-Hope, RM, Suga, Bobby Chung, Yoon Guitar, Jordan "DJ Swivel" Young, Candace Nicole Sosa, Pdogg                         | Love Yourself: Answer                            | 2018 | [ 17 ]        |
| "I Like It" ( 좋아요; Joayo) | BTS                                  | Slow Rabbit, Rap Monster, Suga, J-Hope | 2 Cool 4 Skool                                   | 2013 | [ 33 ]        |
| "I Like It!" (いいね!; Ī ne!) | BTS                                  | Slow Rabbit, Rap Monster, Suga, J-Hope, KM-MARKIT | Wake Up                                          | 2014 | [ 19 ]        |
| "I Like It" (Slow Jam Remix) (좋아요; Joayo)                                                                                         | BTS                                  | Brother Su, Pdogg, Slow Rabbit, Rap Monster, Suga, J-Hope | Skool Luv Affair: Special Edition                | 2014 | [ 34 ]        |
| "I Like It! Pt.2 ~In That Place~" (いいね！Pt.2～あの場所で～; Ī ne! Pt. 2 ~Ano basho de~)                                           | BTS                                  | Slow Rabbit, Pdogg, Rap Monster, Suga, J-Hope, KM-MARKIT | Wake Up                                          | 2014 | [ 19 ]        |
| "I Need U" | BTS                                  | Pdogg, "Hitman" Bang, Rap Monster, Suga, J-Hope, Brother Su | The Most Beautiful Moment in Life, Pt. 1         | 2015 | [ 23 ]        |
| "I Need U" (Japanese Version) | BTS                                  | Pdogg, "Hitman" Bang, Rap Monster, Suga, J-Hope, Brother Su, KM-MARKIT | Youth                                            | 2015 | [ 24 ]        |
| "Interlude: Wings" | BTS                                  | Pdogg, Adora, Rap Monster, J-Hope, Suga | Wings                                            | 2016 | [ 20 ]        |
| "Intro: Boy Meets Evil" | J-Hope                               | Pdogg, J-Hope, Rap Monster | Wings                                            | 2016 | [ 20 ]        |
| "Intro: Ringwanderung" | BTS                                  | "Hitman" Bang, Adora, J-Hope, Pdogg, Ray Michael Djan Jr., RM, Suga, Uta, Ashton Foster, Andrew Taggart, Sam Klempner                                                                    | Face Yourself                                    | 2018 | [ 22 ]        |
| "Intro: Skool Luv Affair" | BTS                                  | Pdogg, Slow Rabbit, Rap Monster, Suga, J-Hope | Skool Luv Affair                                 | 2014 | [ 27 ]        |
| "Introduction: Youth" | BTS                                  | Ryuja, Rap Monster, "Hitman" Bang, Pdogg, Suga, V, Jungkook, J-Hope, Uta, Hiro, Brother Su, Devine Channel                                                                               | Youth                                            | 2016 | [ 24 ]        |
| "Jamais Vu" | BTS                                  | Marcus McCoan, Owen Roberts, Marcus McCoan, Max Lynedoch Graham, James F. Reynolds, RM, J-Hope, "Hitman" Bang                                                                            | Map of the Soul: Persona                         | 2019 | [ 25 ]        |
| "Jump" | BTS                                  | Suga, Pdogg, Supreme Boi, Rap Monster, J-Hope | Skool Luv Affair                                 | 2014 | [ 27 ]        |
| "Jump" (Japanese Version) | BTS                                  | Suga, Pdogg, Supreme Boi, Rap Monster, J-Hope, KM-MARKIT | Wake Up                                          | 2014 | [ 19 ]        |
| "Just One Day" · (하루만; Haruman)                                                                                                   | BTS                                  | Suga, Pdogg, Supreme Boi, Rap Monster, J-Hope | Skool Luv Affair                                 | 2014 | [ 27 ]        |
| "Just One Day" (Japanese Version Extended)                                                                                           | BTS                                  | Suga, Pdogg, Supreme Boi, Rap Monster, J-Hope, KM-MARKIT | Wake Up                                          | 2014 | [ 19 ]        |
| "Let Me Know" | BTS                                  | Pdogg, Rap Monster, Suga, J-Hope | Dark & Wild                                      | 2014 | [ 14 ]        |
| "Look Here" (여기 봐; Yeogi bwa) | BTS                                  | Lee Ho-hyoung, Jinbo, Rap Monster, Suga, J-Hope | Dark & Wild                                      | 2014 | [ 14 ]        |
| "Louder than Bombs" | BTS                                  | Troye Sivan, Allie X, Leland, Bram Inscore, RM, Suga, J-Hope | Map of the Soul: 7                               | 2020 | [ 35 ]        |
| "Love Maze" | BTS                                  | Pdogg, DJ Swivel, Candace Nicole Sosa, RM, Suga, J-Hope, Bobby Chung, Adora, Yoon Kita                                                                                                   | Love Yourself: Tear                              | 2018 | [ 13 ]        |
| "Ma City" | BTS                                  | Pdogg, "Hitman" Bang, Rap Monster, Suga, J-Hope | The Most Beautiful Moment in Life, Pt. 2         | 2015 | [ 28 ]        |
| "Magic Shop" | BTS                                  | Jungkook, Hiss Noise, RM, DJ Swivel, Candace Nicole Sosa, Adora, J-Hope, Suga | Love Yourself: Tear                              | 2018 | [ 13 ]        |
| "Make It Right" | BTS                                  | Fred Gibson, Ed Sheeran, Benjy Gibson, Jo Hill, RM, Suga, J-Hope | Map of the Soul: Persona                         | 2019 | [ 25 ]        |
| "Mama" | J-Hope                               | Primary, Pdogg, J-Hope | Wings                                            | 2016 | [ 20 ]        |
| "Mic Drop" | BTS                                  | "Hitman" Bang, Supreme Boi, J-Hope, Rap Monster, Pdogg | Love Yourself: Tear                              | 2017 | [ 13 ]        |
| "Mic Drop" (Japanese Version) | BTS                                  | "Hitman" Bang, Supreme Boi, J-Hope, Rap Monster, Pdogg, KM-MARKIT | Face Yourself                                    | 2018 | [ 22 ]        |
| "Mic Drop" (Steve Aoki Remix) | BTS (hợp tác với Desiigner)          | Steve Aoki, "Hitman" Bang, Supreme Boi, J-Hope, Rap Monster, Pdogg, Desiigner | Đĩa đơn không có trong album                     | 2017 | [ 36 ] [ 37 ] |
| "Mic Drop" (Steve Aoki Remix) [Full Length Edition]                                                                                  | BTS                                  | Steve Aoki, "Hitman" Bang, Supreme Boi, J-Hope, RM, Pdogg | Love Yourself: Answer                            | 2018 | [ 17 ]        |
| "Mikrokosmos" (소우주; Souju) | BTS                                  | Matty Thomson, Max Lynedoch Graham, Marcus McCoan, RM, Suga, J-Hope, "DJ Swivel" Young, Candace Nicole Sosa, Melanie Joy Fontana, Michel "Lindgren" Schulz                               | Map of the Soul: Persona                         | 2019 | [ 25 ]        |
| "Miss Right" | BTS                                  | Pdogg, Slow Rabbit, "Hitman" Bang, Rap Monster, Suga, J-Hope | Skool Luv Affair: Special Edition                | 2014 | [ 34 ]        |
| "Moving On" (이사; Isa) | BTS                                  | Pdogg, Rap Monster, Suga, J-Hope | The Most Beautiful Moment in Life, Pt. 1         | 2015 | [ 23 ]        |
| "No More Dream" | BTS                                  | Pdogg, "Hitman" Bang, Rap Monster, Suga, J-Hope | 2 Cool 4 Skool                                   | 2013 | [ 33 ]        |
| "No More Dream" (Japanese Version)                                                                                                   | BTS                                  | Pdogg, "Hitman" Bang, Rap Monster, Suga, J-Hope, KM-MARKIT | Wake Up                                          | 2014 | [ 19 ]        |
| "On" | BTS                                  | Pdogg, RM, August Rigo, Melanie Joy Fontana, Michel Schulz, Suga, J-Hope, Antonina Armato, Krysta Youngs, Julia Ross                                                                     | Map of the Soul: 7                               | 2020 | [ 35 ]        |
| "Otsukare" · (お疲れ) | Sope                                 | J-Hope, Shōko Fujibayashi | Đĩa đơn không có trong album                     | 2016 | [ 38 ]        |
| "Outro: Ego" | J-Hope                               | J-Hope, Hiss Noise, Supreme Boi | Map of the Soul: 7                               | 2020 | [ 35 ]        |
| "Outro: Her" | BTS                                  | Suga, Slow Rabbit, Rap Monster, J-Hope | Love Yourself: Her                               | 2017 | [ 21 ]        |
| "Outro: Tear" | BTS                                  | Shin Myung-soo, Docskim, Suga, RM, J-Hope | Love Yourself: Tear                              | 2018 | [ 13 ]        |
| "Outro: Wings" | BTS                                  | Pdogg, Adora, Rap Monster, J-Hope, Suga | You Never Walk Alone                             | 2017 | [ 39 ]        |
| "P.O.P (Piece of Piece) Pt. 1" | J-Hope                               | J-Hope, Pdogg | Hope World                                       | 2018 | [ 15 ]        |
| "Paradise" (낙원; Nagwon) | BTS                                  | Lophiile, MNEK, RM, Song Jae-kyung, Suga, J-Hope | Love Yourself: Tear                              | 2018 | [ 13 ]        |
| "Pied Piper" | BTS                                  | Jinbo, "Hitman" Bang, J-Hope, Rap Monster, Suga, Pdogg, Kass | Love Yourself: Her                               | 2017 | [ 21 ]        |
| "Rain" | BTS                                  | Slow Rabbit, Rap Monster, Suga, J-Hope | Dark & Wild                                      | 2014 | [ 14 ]        |
| "Run" | BTS                                  | Pdogg, "Hitman" Bang, Rap Monster, Suga, V, Jungkook, J-Hope | The Most Beautiful Moment in Life, Pt. 2         | 2015 | [ 28 ]        |
| "Run" (Alternative Mix) | BTS                                  | Pdogg, "Hitman" Bang, Rap Monster, Suga, V, Jungkook, J-Hope | The Most Beautiful Moment in Life: Young Forever | 2016 | [ 32 ]        |
| "Run" (Japanese Version) | BTS                                  | Pdogg, "Hitman" Bang, Rap Monster, Suga, V, Jungkook, J-Hope, KM-MARKIT | Youth                                            | 2016 | [ 24 ]        |
| "Satoori Rap" (팔도강산; Paldogangsan)                                                                                               | BTS                                  | Pdogg, Rap Monster, Suga, J-Hope | O!RUL8,2?                                        | 2013 | [ 18 ]        |
| "Save Me" | BTS                                  | Pdogg, Ray Michael Djan Jr., Ashton Foster, Samantha Harper, Rap Monster, Suga, J-Hope                                                                                                   | The Most Beautiful Moment in Life: Young Forever | 2016 | [ 32 ]        |
| "Save Me" (Japanese Version) | BTS                                  | Pdogg, Ray Michael Djan Jr., Ashton Foster, Samantha Harper, Rap Monster, Suga, J-Hope, KM-MARKIT                                                                                        | Youth                                            | 2016 | [ 24 ]        |
| "Sea" (바다; Bada) | BTS                                  | Rap Monster, Slow Rabbit, Suga, J-Hope | Love Yourself: Her                               | 2017 | [ 21 ]        |
| "So What" | BTS                                  | Pdogg, "Hitman" Bang, Adora, RM, Suga, J-Hope | Love Yourself: Tear                              | 2018 | [ 13 ]        |
| "The Stars" | BTS                                  | KM-MARKIT, Rap Monster, Suga, J-Hope, Pdogg | Wake Up                                          | 2014 | [ 19 ]        |
| "A Supplementary Story: You Never Walk Alone"                                                                                        | BTS                                  | Pdogg, "Hitman" Bang, Rap Monster, Suga, J-Hope, Supreme Boi | You Never Walk Alone                             | 2017 | [ 39 ]        |
| "Tomorrow" | BTS                                  | Suga, Slow Rabbit, Rap Monster, J-Hope | Skool Luv Affair                                 | 2014 | [ 27 ]        |
| "Trivia: Just Dance" | J-Hope                               | Hiss Noise, J-Hope | Love Yourself: Answer                            | 2018 | [ 17 ]        |
| "Two! Three! (Still Wishing for Better Days)" (둘! 셋! [그래도 좋은 날이 더 많기를]); Dul! sen! [geuraedo joeun nari deo mankireul]) | BTS                                  | Slow Rabbit, Pdogg, "Hitman" Bang, Rap Monster, J-Hope, Suga | Wings                                            | 2016 | [ 20 ]        |
| "Ugh" (욱; Uk) | BTS                                  | Supreme Boi, Suga, RM, Hiss Noise, J-Hope, Icecream Drum | Map of the Soul: 7                               | 2020 | [ 35 ]        |
| "Wake Up" | BTS                                  | Swing-O, Rap Monster, Suga, J-Hope, KM-MARKIT | Wake Up                                          | 2014 | [ 19 ]        |
| "War of Hormone" · (호르몬 전쟁; Horeumon jeonjaeng)                                                                                 | BTS                                  | Pdogg, Supreme Boi, Rap Monster, Suga, J-Hope | Dark & Wild                                      | 2014 | [ 14 ]        |
| "We are Bulletproof: The Eternal" | BTS                                  | DJ Swivel, Audien, Sunshine, Etta Zelmani, RM, Will Tanner, Gusten Dahlqvist, Candace Nicole Sosa, Suga, J-Hope, Elohim, Antonina Armato, Alexander Magnus Karlsson, Alexei Viktorovitch | Map of the Soul: 7                               | 2020 | [ 35 ]        |
| "We On" | BTS                                  | Pdogg, Rap Monster, Suga, J-Hope | O!RUL8,2?                                        | 2013 | [ 18 ]        |
| "Whalien 52" | BTS                                  | Pdogg, Brother Su, "Hitman" Bang, Rap Monster, Suga, J-Hope, Slow Rabbit | The Most Beautiful Moment in Life, Pt. 2         | 2015 | [ 28 ]        |
| "Where Did You Come From" (어디에서 왔는지; Eodieseo wanneunji)                                                                      | BTS                                  | Kwon Dae-hee, Kim Kyeong-mo, Rap Monster, Suga, J-Hope, Slow Rabbit | Skool Luv Affair                                 | 2014 | [ 27 ]        |
| "Wishing on a Star" | BTS                                  | Matt Cab, Willie Weeks, Daisuke, KM-MARKIT, Rap Monster, Suga, J-Hope | Youth                                            | 2016 | [ 24 ]        |
| Blue & Grey | BTS                                  | Park Ji-soo, Levi, V, Hiss Noise, RM, Suga, j-hope, Metaphor | BE                                               | 2020 |               |
| Dis-ease | BTS                                  | j-hope, Ivan Jackson, Rosenberg, GHSTLOOP, RM, Pdogg, SUGA, Jimin, Randy Runyon | BE                                               | 2020 |               |